# Cabka Group
Die Cabka Group ist eine 1993 gegründete Unternehmensgruppe mit den Tätigkeitsschwerpunkten Recycling und Kunststoffverarbeitung mit Sitz in Berlin. Cabka hat sich von einem Recyclingbetrieb zu einer weltweit tätigen Unternehmensgruppe im Bereich der Aufbereitung von Haushalts- und Industrieabfällen zu wertsteigernden Endprodukten entwickelt. Dazu zählen unter anderem Paletten und Boxen sowie Bodenbefestigungen. Die Produkte des Unternehmens werden in ca. 80 Ländern in der Chemie- und Pharmaindustrie, im Einzelhandel, der Lebensmittel- und der Getränkeindustrie sowie der Automobilindustrie verwendet.
Die Gruppe besteht aus der Dachgesellschaft Cabka Group sowie deren Tochtergesellschaften. Im Jahr 2018 erwirtschaftete sie eine Gesamtleistung von rund 156,9 Millionen Euro. Cabka verfügt über Produktionsstandorte in Deutschland, Spanien, Belgien und den USA, an denen insgesamt 724 Mitarbeiter beschäftigt sind.  Im Geschäftsjahr 2016 wurden Schlüsselpositionen (CFO Group, COO Group) neu besetzt.

## Geschichte
Die heutige Firma Cabka wurde 1993 von Gat Ramon gegründet. In den folgenden Jahren entwickelte er in Weira in der Nähe von Jena, damals noch unter dem Namen Recover Systems, Technologien zur Verarbeitung von schwierigen Mischkunststoffen.
1998 übernahm das Unternehmen die 1977 entstandene Firma Cabka Plast und änderte den Namen des gesamten Konzerns in Cabka.
Aufgrund der starken Nachfrage nach Kunststoffpaletten produzierte Cabka ab 2005 auch in den USA und eröffnete wenig später eigene Recycling- und Produktionsanlagen in St. Louis, Missouri. Im Zuge der Internationalisierung fertigt das Unternehmen seit 2009 auch in Spanien und betreibt dort ein eigenes Verkaufsbüro und Warenlager. 2012 fusionierten Cabka und das 1988 gegründete belgische Unternehmen Innova Packaging Systems NV (IPS) unter dem Dach der neu gegründeten Cabka Group. Unter der Leitung von Gat Ramon als geschäftsführendem Gesellschafter bietet die neue Marke Cabka-IPS seitdem Kunststoffpaletten an. In den darauffolgenden Jahren kaufte der Konzern weitere Unternehmen – darunter Eryplast, die KS Kunststofftechnik GmbH & Co. sowie die Systec Mixed Plastics GmbH (SMP) Genthin. SMP war zuvor Teil der Duales System Holding, die die Marke Der Grüne Punkt betreibt.

## Firmenprofil

### Geschäftssparten
Cabka setzt sich aus den Geschäftssparten Material Handling (MH) und EcoProducts zusammen.

#### Cabka-IPS Material Handling
Unter der Marke Cabka-IPS vertreibt Cabka Material-Handling-Produkte aus Kunststoff. Heute produziert Cabka-IPS mehr als 70 Palettenarten in verschiedenen Variationen. Das Portfolio umfasst:
- Exportpaletten
- Mehrwegpaletten
- Hygienepaletten
- Palettenboxen
- Klappboxen

Cabka MH-Produkte sind in unterschiedlichen Materialqualitäten erhältlich. Das Spektrum reicht dabei von kostengünstigem, recyceltem PO-Kunststoff bis hin zu lebensmittelechter HDPE-Neuware. Das Unternehmen verfolgt das Ziel, die Logistiklösungen vorrangig aus recycelten Kunststoffen herzustellen.

#### Cabka EcoProducts
EcoProducts von Cabka sind technische Produkte, die zu 100 Prozent aus recyceltem Kunststoff bestehen – überwiegend aus Haushalts-Verpackungsabfällen. Diese Produktlinien kommen vorrangig im Garten- und Landschaftsbau (GALA) sowie im Bau- und Verkehrswesen zum Einsatz und beinhalten unter anderem:
- Flexible Rasengitter
- Palisade mit Hohlkehle
- Mobile Bauzaunträger
- Anströmboden für Biofilteranlagen
- Flexible Temposchwellen

### Geschäftsüberblick
Die Cabka Group bedient mit ihren beiden Geschäftssparten Material Handling und EcoProducts zwei voneinander unabhängige Produktbereiche. Der Fokus liegt bei beiden auf der Herstellung neuer Produkte aus recycelten Kunststoffen. Diese stammen aus Produktionsausschüssen der Industrie, aus Haushalts-Verpackungsabfällen und aus der Rückführung von ausgedienten Produkten. Ziel ist dabei, diese Wertstoffe durch eine enge Zusammenarbeit mit den Kunden in einem geschlossenen Kreislauf zu halten.
Zur Gewinnung des Materials werden die Rohstoffe nach der Sortierung in den unternehmenseigenen Recyclinganlagen in einem trockenen, mechanischen Prozess aufbereitet, ohne sie dabei chemisch oder thermisch aufzulösen. Die erhaltenen Ausgangsmaterialien werden in der Produktentwicklung entsprechend ihrer Materialeigenschaften eingesetzt und anschließend zusammengemischt. So kann prinzipiell jedes Produkt und jede kundenspezifische Lösung aus einer eigens entwickelten Materialmixtur hergestellt werden. Innerhalb dieses Feldes ist Cabka auf schwer trennbare Mischkunststoffe und Verbundstoffe spezialisiert.
Mit Materialgewinnung, Produktentwicklung und Fertigung vereint Cabka drei Produktionsstufen unter seinem Dach. In dieser stark vertikal integrierten Wertschöpfungskette ist das Unternehmen Zulieferer, Dienstleister und Hersteller in einem.

### Standorte
Die Produktionsstandorte von Cabka befinden sich in Weira (Deutschland), Ypern und Herstal (Belgien) sowie in Valencia (Spanien) und St. Louis (USA). Seit 2012 ist die Cabka Group mit ihrem Hauptsitz in Berlin ansässig.
Der Standort Bad Münstereifel (Deutschland) wurde zum 20. März 2020 komplett geschlossen.
Der Standort Genthin (Deutschland) wurde zum 31. Mai 2022 komplett geschlossen.

## Gesellschaftliches Engagement
Initiiert durch Geschäftsführer Gat Ramon, engagiert Cabka sich für unterschiedliche soziale Projekte. Unter der Maxime „Verbindungen schaffen“ fanden unter anderem die folgenden Projekte statt:
- Gemeinsam mit dem Peres Center for Peace[14] organisierte das Unternehmen für Kinder aus Palästina und Israel eine einwöchige Reise nach Deutschland und die gemeinsame Teilnahme an einer Fairplay Soccer Tour.[2]
- Unterstützung des Bildungszentrums Knau[15]
- Unterstützung des Young Philharmonic Orchestra Jerusalem Weimar[16]
- Sponsor der Initiative „Mein Kunstfest“ des Kunstfests Weimar[17]
- Gastgeber der Wanderausstellung „Anne Frank, eine Geschichte für heute“ und Pflanzung von zwölf Gedenk-Kastanienbäumen – Ableger der Kastanie, die Anne Frank in ihrem Tagebuch beschreibt.[18]